# 시나 (희곡)

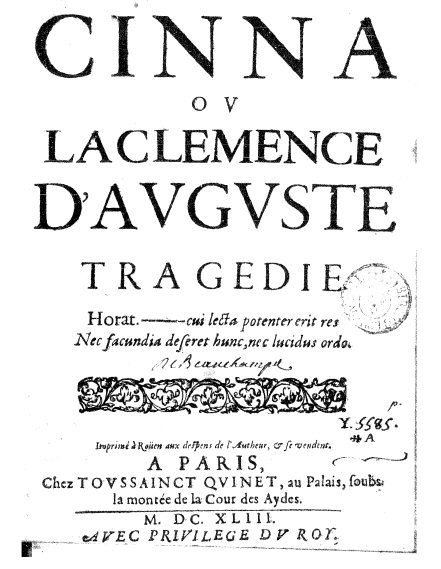

《시나》(Cinna ou la Clémence d'Auguste)는 피에르 코르네유가 1641년 Théâtre du Marais를 위해 작성한 비극이다. 코르네유의 비극 가운데서도 첫손에 꼽히는 수작이다. 에밀리는 황제 오귀스트를 아버지의 원수로 여겨 그에게 복수하고자 한다. 시나가 그녀를 위해 암살자로 나선다. 오귀스트는 수양딸 에밀리, 총애하던 신하 시나의 배반 사실을 알고 충격받는다.

## 배경
코르네유는 생전에 비극, 희극뿐만 아니라 비희극, 영웅희극 등 다양한 장르의 작품 33편을 발표했다. 작품에 고전주의적 특성을 확립해 ‘고전주의의 아버지’라 불린다. 비극 <시나>는 그의 작품 중에서도 <르 시드>와 함께 첫 서열에 드는 작품이다. 당대인으로부터 “프랑스에서 만들어진 가장 아름다운 작품이고, 문인과 대중이 똑같이 이 작품에 매료되어 있으며, 세네카의 작품들만큼 아름답다”는 찬사를 들었다.
에밀리는 황제 오귀스트의 수양딸이다. 하지만 그녀는 황제를 부친의 원수로 여긴다. 연인이자 황제의 충실한 신하 시나와 막심이 그녀를 위해 암살자로 나선다. 하지만 황제 암살 공모가 사전에 발각된다. 황제는 충격을 받는다. 친딸보다 아꼈던 수양딸, 총애하던 신하들의 배신 앞에서 황제의 고민이 깊어진다.
코르네유는 역사적 인물들을 무대에 불러들여 고전주의 양식에 어긋나지 않으면서도 개연성 있는 극 전개를 위해 고심했다. 결과는 성공적이었다. 대중은 작품에 열렬한 지지를 보냈고, 코르네유는 프랑스 아카데미 회원으로 선출되며 극작가로서 입지를 굳건히 했다.